# Pedra do Ouro
Koordinaten: 39° 2′ 11″ N, 9° 2′ 15″ W
Pedra do Ouro bei Alenquer ist eine kupferzeitliche Siedlung, nördlich des Ortes Pedra do Ouro, etwa 45 km nordöstlich von Lissabon in Portugal.
Die Siedlung wurde vom Heimatforscher Hipólito Cabaco (nach ihm benannt das Museu de Hipólito Cabaco, in Alenquer) entdeckt, der schon vor 1940 Ausgrabungen durchführte, über die jedoch nur spärliche Angaben existieren. Im Jahre 1965 fand eine Nachuntersuchung und Bestandsaufnahme statt, ein Höhenlinienplan des Sporns entstand und die noch sichtbaren Mauerreste wurden eingemessen. Cabago hat berichtet, dass er im Innern Hausgrundrisse freigelegt hat, die jedoch bei diesen Aufnahmen nicht gefunden wurden.
Das Bodendenkmal Pedra do Ouro liegt auf einem Plateau, in 200 m über NN. Das Plateau endet mit einem Sporn, der nach drei Seiten abfällt. Der zugehörige Flurname lautet „as Eiras“ (die Dreschplätze).
Nach Westen bilden drei gestaffelte Mauern eine Sperre. Die Mauern sind in Zweischalentechnik gebaut. Die südöstliche (äußere) Mauer I ist von der mittleren Mauer II etwa 58 m entfernt, und diese von der nordwestlichen Mauer III etwa 35 m.
- „Mauer I“ ist etwa 10 m lang gut erkennbar, ihre Breite nimmt vom Nordostende (1,5 m) zum Südwestende (2,3 m) ständig zu. Vor der Südwesthälfte der Mauer sind die Reste weiterer Konstruktionen zu erkennen, u. a. könnte es sich um einen Turm handeln. Zwischen Mauer I und II ist oberhalb des nordöstlichen Steilabfalls ein kleines Mauerstück erhalten.

- „Mauer II“ verläuft parallel zu Mauer I, ist 10,4 m lang und nimmt, umgekehrt als Mauer I, vom Südwestende (1,8 m Breite) nach Nordosten (2,8 m Breite), wo sie auch besser erhalten ist, ständig zu. Sie endete im Südwesten vermutlich in einem großen Hohlturm mit Eingang im Osten, dessen Grundmauern nur noch bis zu einem Drittel erhalten sind. Im Nordosten stieß die Mauer vermutlich an einen weiteren, kleineren Turm, der auf einem Fundament gestanden haben könnte, von dem noch etwa 4 bis 5 m vor dem Ende der Mauer eine kurvige Front erkennbar ist.

- „Mauer III“ befindet sich etwa 40 m nördlich von Mauer II, ihre freigelegten Reste waren deutlich dünner, als bei den beiden anderen Mauern (nur 1,0 bis 1,2 m Breite).

Die aus der frühen und späten Kupferzeit stammenden Funde liegen im Museum von Alenquer. Sie zeigen, dass in Pedra do Ouro Kupfer verarbeitet wurde.